# Collège national Samuel von Brukenthal

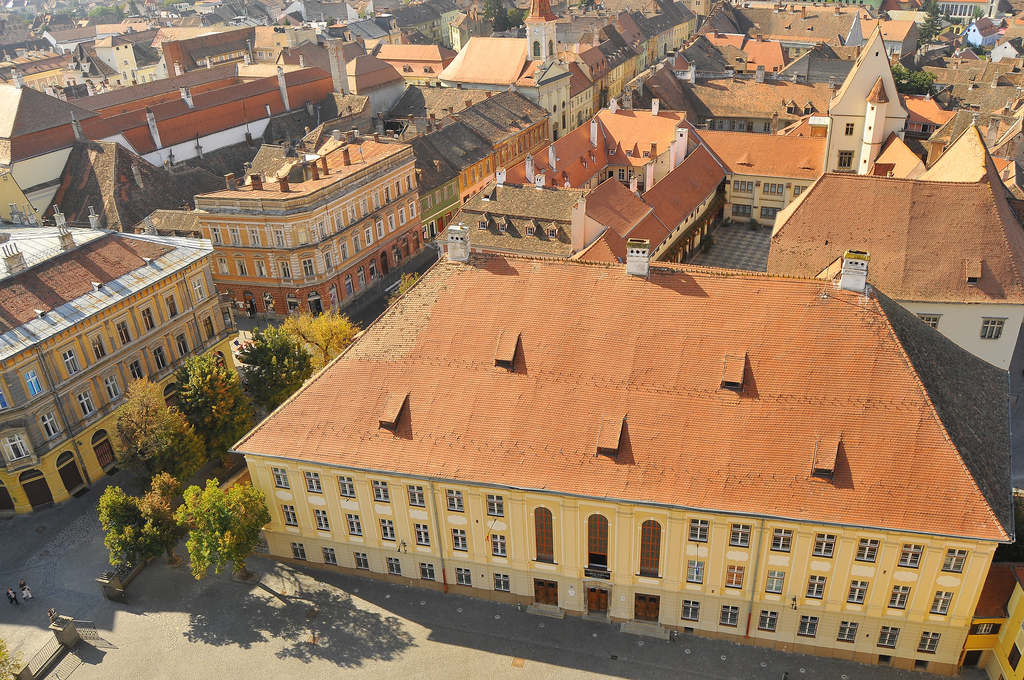
Collège national Samuel von Brukenthal à Sibiu (Hermannstadt)

Le Collège national Samuel von Brukenthal (en allemand : Samuel-von-Brukenthal-Gymnasium, en roumain : Colegiul Național „Samuel von Brukenthal”, en hongrois : Samuel von Brukenthal Főgimnázium) est un lycée de langue allemande fondé dans l'ancienne Nagyszeben, en Transylvanie, Royaume de Hongrie (aujourd'hui Sibiu (en allemand : Hermannstadt), en Roumanie). L'école porte le nom de Samuel von Brukenthal, gouverneur de la Grande Principauté de Transylvanie entre le 6 juillet 1774 et le 9 janvier 1787. La première mention de l'école date de 1380, ce qui en fait la plus ancienne école de langue allemande de Roumanie. Le bâtiment scolaire actuel a été construit entre 1779 et 1786 sur le site d'une école antérieure et est classé monument historique.